# Critics Choice Television Award de Melhor Ator secundário em filme ou minissérie
Os Critics Choice Television Award de Melhor Ator secundário em filme ou minissérie é uma das categorias de premiação apresentadas anualmente pelos Critics' Choice Television Awards (BTJA) para reconhecer o trabalho realizado nesse ano por atores de televisão. Foi introduzido em 2013. Os vencedores são selecionados por um grupo de críticos de televisão que fazem parte da Associação de Críticos americana.

## Vencedores e Indicados

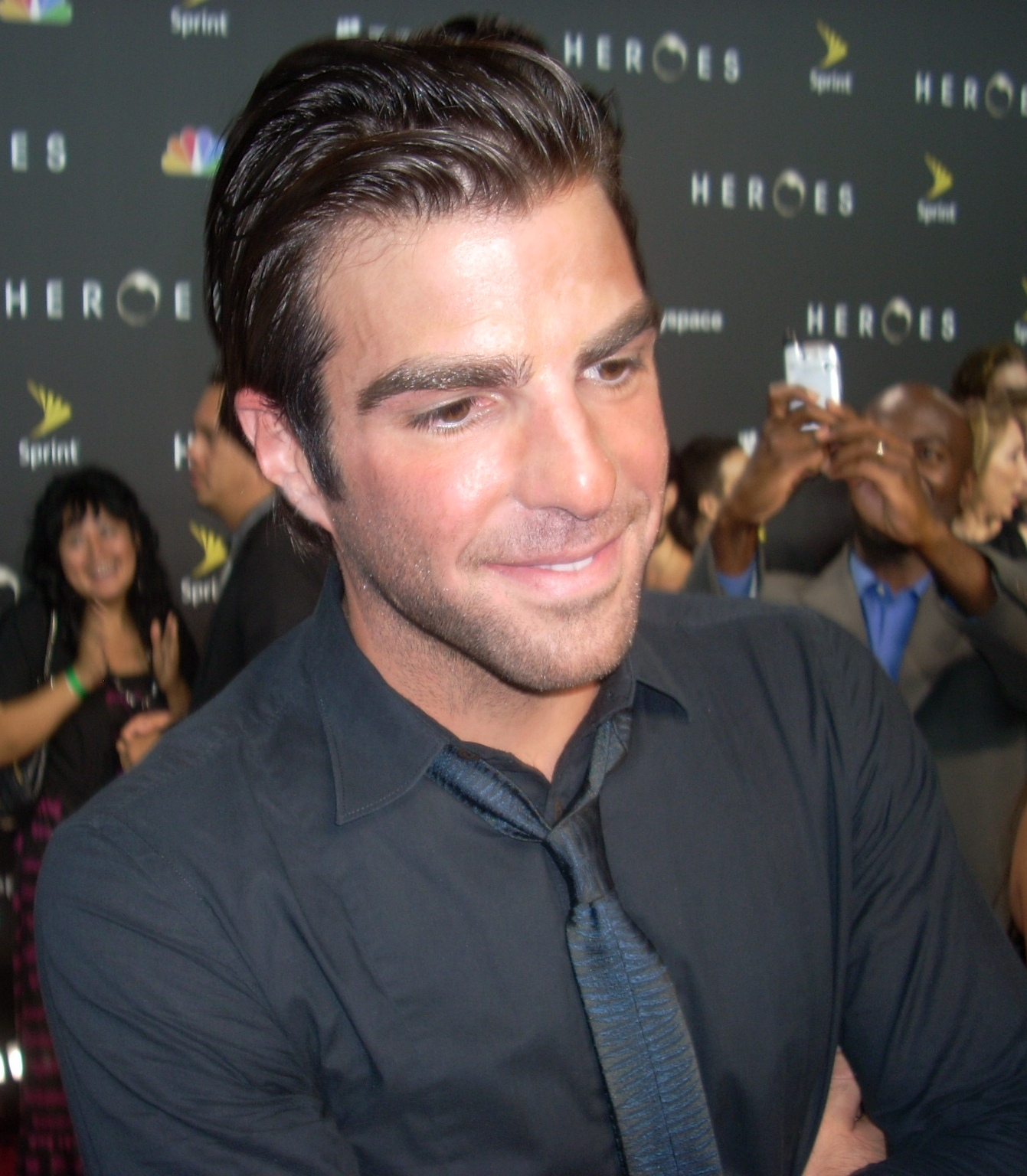
Zachary Quinto foi o primeiro vencedor dessa categoria por seu personagem "Dr. Oliver Thredson" na segunda temporada de American Horror Story.

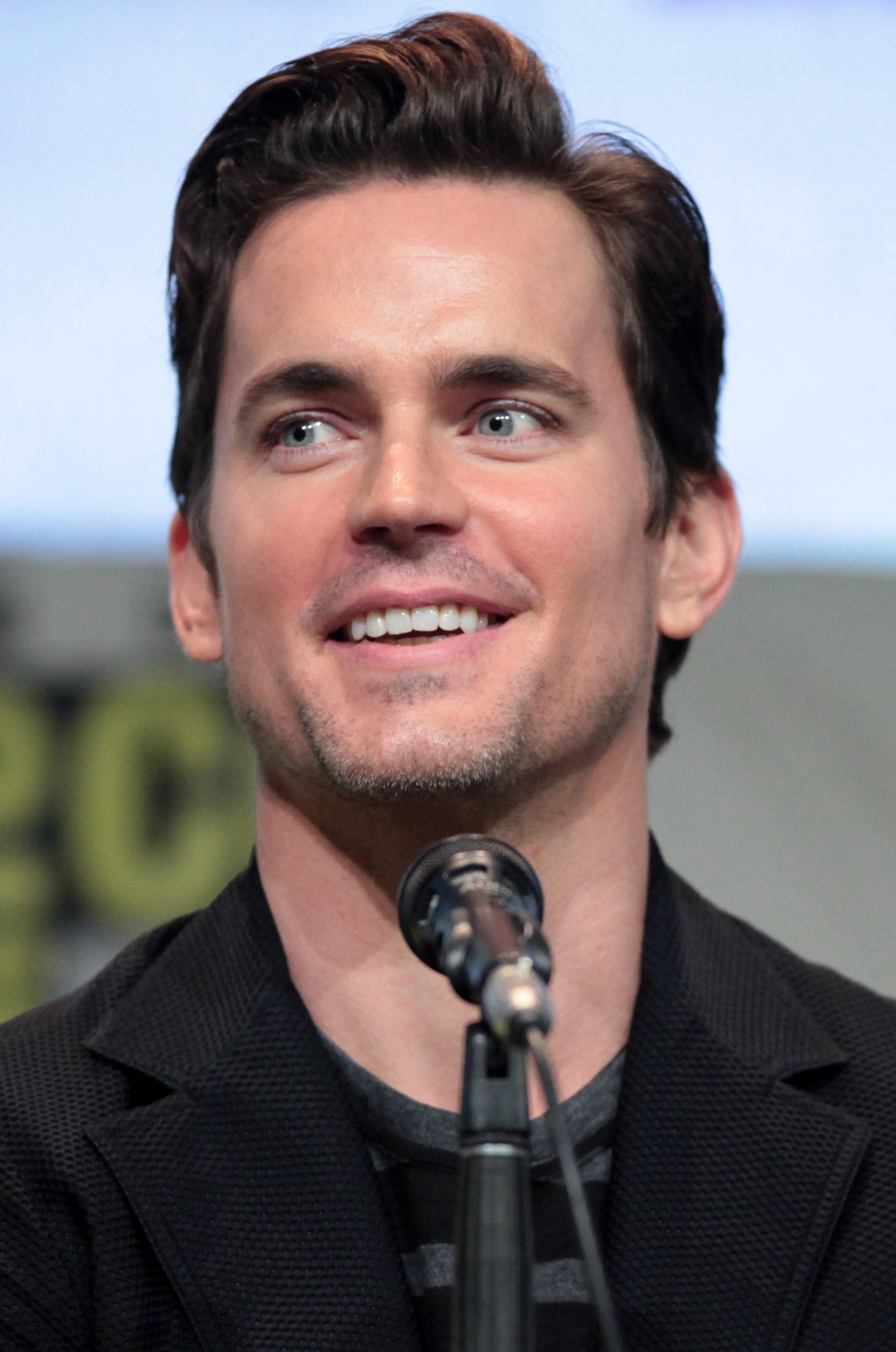
Matt Bomer foi o segundo vencedor dessa categoria por seu personagem "Felix Turner" no telefilme The Normal Heart.

|  | Indica o vencedor |

### Década de 2010
| Ano                  | Ator                           | Papel                                            | Telefilme/Minissérie |
| -------------------- | ------------------------------ | ------------------------------------------------ | -------------------- |
| 2012–2013            |                                |                                                  |                      |
| Zachary Quinto       | Dr. Oliver Thredson            | American Horror Story: Asylum                    |                      |
| James Cromwell       | Dr. Arthur Arden / Hans Grüper | American Horror Story: Asylum                    |                      |
| Sebastian Stan       | Thomas "T.J." Hammond          | Political Animals                                |                      |
| David Wenham         | Det. Al Parker                 | Top of the Lake                                  |                      |
| Tom Wright           | Johnno Mitcham                 | Top of the Lake                                  |                      |
| Peter Mullan         | Matt Mitcham                   | Top of the Lake                                  |                      |
| 2013–2014            |                                |                                                  |                      |
| Matt Bomer           | Felix Turner                   | The Normal Heart                                 |                      |
| Joe Mantello         | Mickey Marcus                  | The Normal Heart                                 |                      |
| Warren Brown         | Justin Ripley                  | Luther                                           |                      |
| Martin Freeman       | Dr. John Watson                | Sherlock: His Last Vow                           |                      |
| Colin Hanks          | Policial Gus Grimly            | Fargo                                            |                      |
| Blair Underwood      | Ludie Watts                    | The Trip to Bountiful                            |                      |
| 2014–2015            |                                |                                                  |                      |
| Bill Murray          | Jack Kennison                  | Olive Kitteridge                                 |                      |
| Cory Michael Smith   | Kevin Coulson                  | Olive Kitteridge                                 |                      |
| Jason Isaacs         | Dr. John Watson                | Stockholm, Pennsylvania                          |                      |
| Elvis Nolasco        | Carter Nix                     | American Crime                                   |                      |
| Jonathan Pryce       | Thomas Wolsey                  | Wolf Hall                                        |                      |
| Finn Wittrock        | Dandy Mott                     | American Horror Story: Freak Show                |                      |
| 2015 (2)             |                                |                                                  |                      |
| Jesse Plemons        | Ed Blumquist                   | Fargo                                            |                      |
| Nick Offerman        | Karl Weathers                  | Fargo                                            |                      |
| Bokeem Woodbine      | Mike Milligan                  | Fargo                                            |                      |
| David Alan Grier     | Leão Covarde / Farmhand #2     | The Wiz Live!                                    |                      |
| Ne-Yo                | Homem de Lata / Farmhand #1    | The Wiz Live!                                    |                      |
| Raoul Trujillo       | Massasoit                      | Saints & Strangers                               |                      |
| 2016                 |                                |                                                  |                      |
| Sterling K. Brown    | Christopher Darden             | The People v. O.J. Simpson: American Crime Story |                      |
| John Travolta        | Robert Shapiro                 | The People v. O.J. Simpson: American Crime Story |                      |
| Frank Langella       | Richard Russell Jr.            | All the Way                                      |                      |
| Hugh Laurie          | Richard Onslow Roper           | The Night Manager                                |                      |
| Lane Garrison        | Frederick Murray               | Roots                                            |                      |
| Forest Whitaker      | Henry (Fiddler)                | Roots                                            |                      |
| 2017                 |                                |                                                  |                      |
| Alexander Skarsgård  | Perry Wright                   | Big Little Lies                                  |                      |
| Johnny Flynn         | Albert Einstein (jovem)        | Genius                                           |                      |
| Benito Martinez      | Luis Salazar                   | American Crime                                   |                      |
| Alfred Molina        | Robert Aldrich                 | Feud: Bette and Joan                             |                      |
| Stanley Tucci        | Jack L. Warner                 | Feud: Bette and Joan                             |                      |
| David Thewlis        | V.M. Varga                     | Fargo                                            |                      |
| 2018                 |                                |                                                  |                      |
| Ben Whishaw          | Norman Josiffe                 | A Very English Scandal                           |                      |
| Brandon Victor Dixon | Judas Iscariotes               | Jesus Christ Superstar Live in Concert           |                      |
| Eric Lange           | Lyle Mitchell                  | Escape at Dannemora                              |                      |
| Alex Rich            | Jovem Pablo Picasso            | Genius: Picasso                                  |                      |
| Peter Sarsgaard      | Martin Schmidt                 | The Looming Tower                                |                      |
| Finn Wittrock        | Jeff Trail                     | The Assassination of Gianni Versace              |                      |
| 2019                 |                                |                                                  |                      |
| Stellan Skarsgård    | Boris Shcherbina               | Chernobyl                                        |                      |
| Asante Blackk        | Kevin Richardson               | When They See Us                                 |                      |
| John Leguizamo       | Raymond Santana Sr.            | When They See Us                                 |                      |
| George Clooney       | Scheisskopf                    | Catch-22                                         |                      |
| Dev Patel            | Joshua                         | Modern Love                                      |                      |
| Jesse Plemons        | Todd Alquist                   | El Camino: A Breaking Bad Movie                  |                      |
| Russell Tovey        | Daniel Lyons                   | Years and Years                                  |                      |

### Década de 2020
| Ano                        | Ator                                                          | Papel                      | Telefilme/Minissérie |
| -------------------------- | ------------------------------------------------------------- | -------------------------- | -------------------- |
| 2020                       |                                                               |                            |                      |
| Donald Sutherland          | Franklin Reinhardt                                            | The Undoing                |                      |
| Daveed Diggs               | Frederick Douglass                                            | The Good Lord Bird         |                      |
| Joshua Caleb Johnson       | Henry "Onion" Shackleford                                     | The Good Lord Bird         |                      |
| Dylan McDermott            | Ernest "Ernie" West                                           | Hollywood                  |                      |
| Glynn Turman               | Doctor Senator                                                | Fargo                      |                      |
| John Turturro              | Rabino Lionel Bengelsdorf                                     | The Plot Against America   |                      |
| 2021                       |                                                               |                            |                      |
| Murray Bartlett            | Armond                                                        | The White Lotus            |                      |
| William Jackson Harper     | Royal                                                         | The Underground Railroad   |                      |
| Zach Gilford               | Riley Flynn                                                   | Midnight Mass              |                      |
| Evan Peters                | Detetive Colin Zabel                                          | Mare of Easttown           |                      |
| Courtney B. Vance          | C.L. Franklin                                                 | Genius: Aretha             |                      |
| Christian Slater           | Randall Kirby                                                 | Dr. Death                  |                      |
| 2022                       |                                                               |                            |                      |
| Paul Walter Hauser         | Larry Hall                                                    | Black Bird                 |                      |
| Ray Liotta (póstumo)       | James "Big Jim" Keene                                         | Black Bird                 |                      |
| Domhnall Gleeson           | Sam Fortner                                                   | The Patient                |                      |
| Matthew Goode              | Robert Evans                                                  | The Offer                  |                      |
| Murray Bartlett            | Nick De Noia                                                  | Welcome to Chippendales    |                      |
| Shea Whigham               | G. Gordon Liddy                                               | Gaslit                     |                      |
| 2023                       |                                                               |                            |                      |
| Jonathan Bailey            | Timothy "Tim" Laughlin                                        | Fellow Travelers           |                      |
| Taylor Kitsch              | Glen Kryger                                                   | Painkiller                 |                      |
| Jesse Plemons              | Allan Gore                                                    | Love & Death               |                      |
| Justin Theroux             | G. Gordon Liddy                                               | White House Plumbers       |                      |
| Liev Schreiber             | Otto Frank                                                    | A Small Light              |                      |
| Lewis Pullman              | Dr. Calvin Evans                                              | Lessons in Chemistry       |                      |
| 2024                       |                                                               |                            |                      |
| Liev Schreiber             | Tag Winbury                                                   | The Perfect Couple         |                      |
| Robert Downey Jr.          | Claude / Robert Hammer / Ned Godwin / Niko Damianos / O Padre | The Sympathizer            |                      |
| Hugh Grant                 | Edward Keplinger                                              | The Regime                 |                      |
| Logan Lerman               | Addy Kurc                                                     | We Were the Lucky Ones     |                      |
| Ron Cephas Jones (póstumo) | Elijah Muhammad                                               | Genius: MLK/X              |                      |
| Treat Williams (póstumo)   | William "Bill" Paley                                          | Feud: Capote vs. The Swans |                      |